# Wenddorf
Wenddorf là một đô thị ở Börde huyện thuộc bang Sachsen-Anhalt, nước Đức. Đô thị Wenddorf có diện tích 6,51 km², dân số thời điểm ngày 31 tháng 12 năm 2006 là 117 người.